# Phi Beta Kappa
Le Phi Beta Kappa (ΦΒΚ) est une fraternité d'étudiants américains,.

## Histoire
Elle regroupe des élèves très brillants élus au cours de leur troisième ou quatrième année d'études universitaires ; un membre de l'association est appelé un Phi Beta Kappa.
Fondée le 5 décembre 1776 au Collège de William et Mary, à Williamsburg en Virginie, il s'agit aujourd'hui de la plus ancienne et de la plus prestigieuse société d'étudiants encore en activité.
Avec la multiplicité des sororités et fraternités étudiantes, Phi Beta Kappa a perdu de son prestige.
Le nom du club vient des initiales de l'expression grecque « Φιλοσοφία Βίου Κυβερνήτης » (« philosophia biou kybernētēs ») qui signifie « la philosophie pour diriger la vie ».
Elle est la première fraternité qui utilisait des lettres grecques,. Il s'agit d'une société honorifique formée par un groupe d'étudiants autour du slogan « Love of Learning is the guide of life ». À la suite du succès de ce regroupement, des chapitres à Harvard, Yale et Dartmouth (1787) ont été créés. Ce sont les Phi Beta Kappa qui ont instauré les règles de la communauté grecque, telles que les noms en lettres grecques, les devises (exemple : In Hoc Signo Vinces, la devise des Sigma Chi), la discrétion, le rituel d'admission (le pledging), les sceaux, une poignée de main ou un signe secret.
Le 11 octobre 1937, en faveur du 150e anniversaire de la fondation de la fraternité auprès du Dartmouth College, Alexis Carrel y a été invité et fait son discours sur le sujet de la civilisation, intitulé Former les hommes civilisés (The Making of Civilized Men).

## Quelques membres et membres honoraires célèbres
- John Quincy Adams (1767 - 1848), sixième président des États-Unis.
- Clarence Emir Allen (1852 - 1932), représentant américain de l'Utah.
- Florence Ellinwood Allen (1884 - 1966), première femme à siéger comme juge dans un tribunal des Etats-Unis.
- Amy Coney Barrett (1972 - aujourd'hui), juge à la Cour suprême des États-Unis depuis 2020.
- Suzan Rose Benedict (1873-1942), mathématicienne américaine.
- Christine Iverson Bennett (en) (1881 - 1916), médecin et missionnaire médical.
- Jeff Bezos (1964 - aujourd'hui), entrepreneur américain, fondateur et ex-dirigeant d'Amazon.
- Benazir Bhutto (1953 - 2007), première femme élue démocratiquement à la tête d'un pays musulman.
- Alice Stone Blackwell, (1857-1950), essayiste, traductrice, diariste, suffragette américaine,
- Pearl Buck
- Ruth Benedict (1887-1948), anthropologue et ethnologue.
- Soraya Chemaly
- John Dewey
- W. E. B. Du Bois
- Gertrude Elion, prix Nobel de physiologie ou médecine en 1988.
- Oliver Ellsworth
- Ralph Waldo Emerson
- Jessie Redmon Fauset
- Norman Finkelstein (1953 - aujourd'hui), politologue américain.
- Merrick Garland
- Nathaniel Hawthorne
- Florence Howe
- Henry James
- Helen Keller
- Henrietta Swan Leavitt
- Henry Wadsworth Longfellow
- Archibald MacLeish, bibliothécaire de la Bibliothèque du Congrès
- Mahtob Mahmoody (en)
- Michael Milken
- Samuel Morse
- Ellen Ochoa
- Frank Oppenheimer[11]
- Josephine Preston Peabody
- Condoleezza Rice
- John Roberts
- Sibyl M. Rock
- Franklin D. Roosevelt[12]
- Ben Shapiro
- Gloria Steinem
- Sonia Sotomayor
- Mark Twain
- Mary Emma Woolley